# Giải vô địch bóng đá nữ thế giới 2019 (Bảng D)
Bảng D của giải vô địch bóng đá nữ thế giới 2019 sẽ diễn ra từ ngày 9 đến ngày 19 tháng 6 năm 2019. Bảng này bao gồm Argentina, Anh, Nhật Bản và Scotland. Hai đội hàng đầu, có thể cùng với đội xếp thứ ba (nếu họ được xếp hạng với tư cách là 1 trong số 4 đội tốt nhất), sẽ giành quyền vào vòng 16 đội.

## Các đội tuyển
| Vị trí bốc thăm | Đội tuyển | Nhóm | Liên đoàn | Phương pháp vượt qua vòng loại     | Ngày vượt qua vòng loại | Tham dự chung kết | Tham dự cuối cùng | Thành tích tốt nhất lần trước | Bảng xếp hạng FIFA | Bảng xếp hạng FIFA |
| Vị trí bốc thăm | Đội tuyển | Nhóm | Liên đoàn | Phương pháp vượt qua vòng loại     | Ngày vượt qua vòng loại | Tham dự chung kết | Tham dự cuối cùng | Thành tích tốt nhất lần trước | Tháng 12-2018      | Tháng 6-2019       |
| --------------- | --------- | ---- | --------- | ---------------------------------- | ----------------------- | ----------------- | ----------------- | ----------------------------- | ------------------ | ------------------ |
| D1              | Anh       | 1    | UEFA      | Nhất bảng 1 UEFA                   | 31 tháng 8 năm 2018     | 5 lần             | 2015              | Hạng 3 (2015                  | 4                  | 3                  |
| D2              | Scotland  | 3    | UEFA      | Nhất bảng 2 UEFA                   | 4 tháng 9 năm 2018      | 1 lần             | —                 | Lần đầu                       | 20                 | 20                 |
| D3              | Argentina | 4    | CONMEBOL  | Thắng Play-off CONCACAF v CONMEBOL | 13 tháng 11 năm 2018    | 3 lần             | 2007              | Vòng bảng (2003, 2007)        | 36                 | 37                 |
| D4              | Nhật Bản  | 2    | AFC       | Vô địch Cúp bóng đá nữ châu Á      | 13 tháng 4 năm 2018     | 8 lần             | 2015              | Vô địch (2011)                | 8                  | 7                  |

Ghi chú
1. ↑  Bảng xếp hạng của tháng 12 năm 2018 đã được sử dụng để hạt giống cho bốc thăm chung kết.

## Bảng xếp hạng
| VT | Đội       | ST | T | H | B | BT | BB | HS | Đ | Giành quyền tham dự                     |
| -- | --------- | -- | - | - | - | -- | -- | -- | - | --------------------------------------- |
| 1  | Anh       | 3  | 3 | 0 | 0 | 5  | 1  | +4 | 9 | Giành quyền vào vòng đấu loại trực tiếp |
| 2  | Nhật Bản  | 3  | 1 | 1 | 1 | 2  | 3  | −1 | 4 | Giành quyền vào vòng đấu loại trực tiếp |
| 3  | Argentina | 3  | 0 | 2 | 1 | 3  | 4  | −1 | 2 |                                         |
| 4  | Scotland  | 3  | 0 | 1 | 2 | 5  | 7  | −2 | 1 |                                         |

Trong vòng 16 đội:
- Đội nhất bảng D sẽ giành quyền thi đấu với đội xếp thứ ba của bảng B, bảng E hoặc bảng F.
- Đội nhì bảng D sẽ giành quyền thi đấu với đội nhất bảng E.
- Đội xếp thứ ba của bảng D có thể giành quyền thi đấu với đội nhất bảng A hoặc bảng B (nếu 1 trong số 4 đội xếp thứ ba tốt nhất).

## Các trận đấu
Tất cả thời gian được liệt kê là giờ địa phương, CEST (UTC+2).

### Anh v Scotland
| Anh                              | 2–1      | Scotland     |
| -------------------------------- | -------- | ------------ |
| - Parris 14' (ph.đ.) - White 40' | Chi tiết | - Emslie 79' |

| Anh | Scotland |

| TM                      | 1  | Karen Bardsley     |  |     |
| HV                      | 2  | Lucy Bronze        |  |     |
| HV                      | 5  | Steph Houghton (c) |  |     |
| HV                      | 6  | Millie Bright      |  | 55' |
| HV                      | 3  | Alex Greenwood     |  |     |
| TV                      | 4  | Keira Walsh        |  |     |
| TV                      | 10 | Fran Kirby         |  | 82' |
| TV                      | 8  | Jill Scott         |  |     |
| TĐ                      | 7  | Nikita Parris      |  |     |
| TĐ                      | 18 | Ellen White        |  |     |
| TĐ                      | 22 | Beth Mead          |  | 71' |
| Vào thay người:         |    |                    |  |     |
| HV                      | 15 | Abbie McManus      |  | 55' |
| TV                      | 20 | Karen Carney       |  | 71' |
| TV                      | 19 | Georgia Stanway    |  | 82' |
| Huấn luyện viên trưởng: |    |                    |  |     |
| Phil Neville            |    |                    |  |     |

| TM                      | 1  | Lee Alexander     |     |     |
| HV                      | 15 | Sophie Howard     |     | 75' |
| HV                      | 4  | Rachel Corsie (c) |     |     |
| HV                      | 5  | Jennifer Beattie  | 43' |     |
| HV                      | 3  | Nicola Docherty   | 47' | 55' |
| TV                      | 8  | Kim Little        |     |     |
| TV                      | 16 | Christie Murray   |     | 87' |
| TV                      | 9  | Caroline Weir     |     |     |
| TV                      | 11 | Lisa Evans        |     |     |
| TV                      | 18 | Claire Emslie     |     |     |
| TĐ                      | 22 | Erin Cuthbert     |     |     |
| Vào thay người:         |    |                   |     |     |
| HV                      | 2  | Kirsty Smith      |     | 55' |
| HV                      | 14 | Chloe Arthur      |     | 75' |
| TV                      | 23 | Lizzie Arnot      |     | 87' |
| Huấn luyện viên trưởng: |    |                   |     |     |
| Shelley Kerr            |    |                   |     |     |

| Cầu thủ xuất sắc nhất trận: Nikita Parris (Anh) Trợ lý trọng tài: Lucie Ratajová (Cộng hòa Séc) Mária Súkeníková (Slovakia) Trọng tài bàn: Anastasia Pustovoitova (Nga) Trọng tài sau cầu môn: Sanja Rođak-Karšić (Croatia) Trợ lý trọng tài video: Felix Zwayer (Đức) Giám sát trợ lý trọng tài video: Paweł Gil (Ba Lan) Ekaterina Kurochkina (Ng) |

### Argentina v Nhật Bản
| Argentina | 0–0      | Nhật Bản |
| --------- | -------- | -------- |
|           | Chi tiết |          |

| Argentina | Nhật Bản |

| TM                      | 1  | Vanina Correa        |  |     |
| HV                      | 13 | Virginia Gómez       |  |     |
| HV                      | 2  | Agustina Barroso     |  |     |
| HV                      | 6  | Aldana Cometti       |  |     |
| HV                      | 3  | Eliana Stábile       |  |     |
| TV                      | 16 | Lorena Benítez       |  | 79' |
| TV                      | 8  | Ruth Bravo           |  | 64' |
| TV                      | 14 | Miriam Mayorga       |  |     |
| TV                      | 10 | Estefanía Banini (c) |  |     |
| TV                      | 11 | Florencia Bonsegundo |  | 77' |
| TĐ                      | 9  | Sole Jaimes          |  |     |
| Vào thay người:         |    |                      |  |     |
| TV                      | 5  | Vanesa Santana       |  | 64' |
| TV                      | 19 | Mariana Larroquette  |  | 77' |
| TV                      | 17 | Mariela Coronel      |  | 79' |
| Huấn luyện viên trưởng: |    |                      |  |     |
| Carlos Borrello         |    |                      |  |     |

| TM                      | 18 | Yamashita Ayaka  |       |     |
| HV                      | 22 | Shimizu Risa     | 38'   |     |
| HV                      | 4  | Kumagai Saki (c) |       |     |
| HV                      | 12 | Minami Moeka     |       |     |
| HV                      | 3  | Sameshima Aya    |       |     |
| TV                      | 7  | Nakajima Emi     |       | 74' |
| TV                      | 6  | Sugita Hina      | 45+1' |     |
| TV                      | 17 | Miura Narumi     |       |     |
| TV                      | 14 | Hasegawa Yui     |       |     |
| TĐ                      | 9  | Sugasawa Yuika   |       | 90' |
| TĐ                      | 20 | Yokoyama Kumi    |       | 57' |
| Vào thay người:         |    |                  |       |     |
| TĐ                      | 8  | Iwabuchi Mana    | 85'   | 57' |
| TĐ                      | 19 | Endo Jun         |       | 74' |
| MF                      | 13 | Takarada Saori   |       | 90' |
| Huấn luyện viên trưởng: |    |                  |       |     |
| Takakura Asako          |    |                  |       |     |

| Cầu thủ xuất sắc nhất trận: Estefanía Banini (Argentina) Trợ lý trọng tài: Manuela Nicolosi (Pháp) Michelle O'Neill (Ireland) Trọng tài bàn: Anna-Marie Keighley (New Zealand) Trọng tài sau cầu môn: Sarah Jones (New Zealand) Trợ lý trọng tài video: Clément Turpin (Pháp) Giám sát trợ lý trọng tài video: Carlos del Cerro Grande (Tây Ban Nha) Kathryn Nesbitt (Hoa Kỳ) |

### Nhật Bản v Scotland
| Nhật Bản                              | 2–1      | Scotland       |
| ------------------------------------- | -------- | -------------- |
| - Iwabuchi 23' - Sugasawa 37' (ph.đ.) | Chi tiết | - Clelland 88' |

| Nhật Bản | Scotland |

| TM              | 18 | Yamashita Ayaka  |     |     |
| HV              | 22 | Shimizu Risa     |     |     |
| HV              | 4  | Kumagai Saki (c) |     |     |
| HV              | 5  | Ichise Nana      |     |     |
| HV              | 3  | Sameshima Aya    | 19' |     |
| TV              | 7  | Nakajima Emi     |     |     |
| TV              | 17 | Miura Narumi     |     |     |
| TV              | 6  | Sugita Hina      |     |     |
| TV              | 19 | Endo Jun         |     | 66' |
| TĐ              | 9  | Sugasawa Yuika   |     |     |
| TĐ              | 8  | Iwabuchi Mana    |     | 81' |
| Vào thay người: |    |                  |     |     |
| TĐ              | 11 | Kobayashi Rikako |     | 66' |
| TV              | 14 | Hasegawa Yui     |     | 81' |
| Manager:        |    |                  |     |     |
| Takakura Asako  |    |                  |     |     |

| TM                      | 1  | Lee Alexander     |     |     |
| HV                      | 2  | Kirsty Smith      |     |     |
| HV                      | 4  | Rachel Corsie (c) | 36' |     |
| HV                      | 5  | Jennifer Beattie  |     |     |
| HV                      | 7  | Hayley Lauder     |     |     |
| TV                      | 11 | Lisa Evans        |     | 85' |
| TV                      | 8  | Kim Little        |     |     |
| TV                      | 9  | Caroline Weir     |     |     |
| TV                      | 23 | Lizzie Arnot      |     | 60' |
| TĐ                      | 22 | Erin Cuthbert     |     |     |
| TĐ                      | 13 | Jane Ross         |     | 76' |
| Vào thay người:         |    |                   |     |     |
| TĐ                      | 18 | Claire Emslie     |     | 60' |
| TĐ                      | 19 | Lana Clelland     |     | 76' |
| TĐ                      | 20 | Fiona Brown       |     | 85' |
| Huấn luyện viên trưởng: |    |                   |     |     |
| Shelley Kerr            |    |                   |     |     |

| Cầu thủ xuất sắc nhất trận: Iwabuchi Mana (Nhật Bản) Trợ lý trọng tài: Mary Njoroge (Kenya) Queency Victoire (Mauritius) Trọng tài bàn: Gladys Lengwe (Zambia) Trọng tài sau cầu môn: Princess Brown (Jamaica) Trợ lý trọng tài video: Massimiliano Irrati (Ý) Giám sát trợ lý trọng tài video: Drew Fischer (Canada) Oleksandra Ardasheva (Ukraina) |

### Anh v Argentina
| Anh          | 1–0      | Argentina |
| ------------ | -------- | --------- |
| - Taylor 62' | Chi tiết |           |

| Anh | Argentina |

| TM                      | 13 | Carly Telford      |       |     |
| HV                      | 2  | Lucy Bronze        |       |     |
| HV                      | 5  | Steph Houghton (c) |       |     |
| HV                      | 15 | Abbie McManus      |       |     |
| HV                      | 3  | Alex Greenwood     |       |     |
| TV                      | 22 | Beth Mead          |       | 81' |
| TV                      | 16 | Jade Moore         | 45+2' |     |
| TV                      | 8  | Jill Scott         |       |     |
| TĐ                      | 10 | Fran Kirby         |       | 89' |
| TĐ                      | 9  | Jodie Taylor       |       |     |
| TĐ                      | 7  | Nikita Parris      |       | 87' |
| Vào thay người:         |    |                    |       |     |
| TV                      | 19 | Georgia Stanway    |       | 81' |
| HV                      | 17 | Rachel Daly        |       | 87' |
| TV                      | 20 | Karen Carney       |       | 89' |
| Huấn luyện viên trưởng: |    |                    |       |     |
| Phil Neville            |    |                    |       |     |

| TM                      | 1  | Vanina Correa        |     |     |
| HV                      | 4  | Adriana Sachs        |     |     |
| HV                      | 2  | Agustina Barroso     | 69' |     |
| HV                      | 6  | Aldana Cometti       | 39' |     |
| HV                      | 3  | Eliana Stábile       |     |     |
| TV                      | 14 | Miriam Mayorga       |     |     |
| TV                      | 8  | Ruth Bravo           |     |     |
| TV                      | 16 | Lorena Benítez       |     | 77' |
| TV                      | 10 | Estefanía Banini (c) |     | 68' |
| TV                      | 11 | Florencia Bonsegundo |     |     |
| TĐ                      | 9  | Sole Jaimes          |     | 90' |
| Vào thay người:         |    |                      |     |     |
| TV                      | 19 | Mariana Larroquette  |     | 68' |
| TV                      | 5  | Vanesa Santana       |     | 77' |
| TĐ                      | 7  | Yael Oviedo          |     | 90' |
| Huấn luyện viên trưởng: |    |                      |     |     |
| Carlos Borrello         |    |                      |     |     |

| Cầu thủ xuất sắc nhất trận: Vanina Correa (Argentina) Trợ lý trọng tài: Phùng Yến (Trung Quốc) Kim Kyoung-min (Hàn Quốc) Trọng tài bàn: Ri Hyang-ok (Triều Tiên) Trọng tài sau cầu môn: Hong Kum-nyo (Triều Tiên) Trợ lý trọng tài video: Felix Zwayer (Đức) Giám sát trợ lý trọng tài video: Sascha Stegemann (Đức) Katrin Rafalski (Đức) |

### Nhật Bản v Anh
| Nhật Bản | 0–2      | Anh              |
| -------- | -------- | ---------------- |
|          | Chi tiết | - White 14', 84' |

| Nhật Bản | Anh |

| TM                      | 18 | Yamashita Ayaka  |  |     |
| HV                      | 22 | Shimizu Risa     |  |     |
| HV                      | 4  | Kumagai Saki (c) |  |     |
| HV                      | 5  | Ichise Nana      |  |     |
| HV                      | 3  | Sameshima Aya    |  |     |
| TV                      | 11 | Kobayashi Rikako |  | 62' |
| TV                      | 7  | Nakajima Emi     |  |     |
| TV                      | 6  | Sugita Hina      |  |     |
| TV                      | 19 | Endo Jun         |  | 85' |
| TĐ                      | 20 | Yokoyama Kumi    |  | 61' |
| TĐ                      | 8  | Iwabuchi Mana    |  |     |
| Vào thay người:         |    |                  |  |     |
| TĐ                      | 9  | Sugasawa Yuika   |  | 61' |
| TV                      | 17 | Miura Narumi     |  | 62' |
| TV                      | 13 | Takarada Saori   |  | 85' |
| Huấn luyện viên trưởng: |    |                  |  |     |
| Takakura Asako          |    |                  |  |     |

| TM                      | 1  | Karen Bardsley     |  |     |
| HV                      | 2  | Lucy Bronze        |  |     |
| HV                      | 5  | Steph Houghton (c) |  |     |
| HV                      | 6  | Millie Bright      |  |     |
| HV                      | 12 | Demi Stokes        |  |     |
| TV                      | 8  | Jill Scott         |  |     |
| TV                      | 4  | Keira Walsh        |  | 72' |
| TV                      | 19 | Georgia Stanway    |  | 74' |
| TĐ                      | 17 | Rachel Daly        |  |     |
| TĐ                      | 18 | Ellen White        |  |     |
| TĐ                      | 11 | Toni Duggan        |  | 83' |
| Vào thay người:         |    |                    |  |     |
| TV                      | 16 | Jade Moore         |  | 72' |
| TV                      | 20 | Karen Carney       |  | 74' |
| TĐ                      | 7  | Nikita Parris      |  | 83' |
| Huấn luyện viên trưởng: |    |                    |  |     |
| Phil Neville            |    |                    |  |     |

| Cầu thủ xuất sắc nhất trận: Ellen White (Anh) Trợ lý trọng tài: Luciana Mascaraña (Uruguay) Mónica Amboya (Ecuador) Trọng tài bàn: María Carvajal (Chile) Trọng tài sau cầu môn: Queency Victoire (Mauritius) Trợ lý trọng tài video: Carlos del Cerro Grande (Tây Ban Nha) Giám sát trợ lý trọng tài video: José María Sánchez Martínez (Tây Ban Nha) Leslie Vasquez (Chile) |

### Scotland v Argentina
| Scotland                                  | 3–3      | Argentina                                                        |
| ----------------------------------------- | -------- | ---------------------------------------------------------------- |
| - Little 19' - Beattie 49' - Cuthbert 69' | Chi tiết | - Menéndez 74' - Alexander 79' (l.n.) - Bonsegundo 90+4' (ph.đ.) |

| Scotland | Argentina |

| TM                      | 1  | Lee Alexander     | 90+3' |     |
| HV                      | 2  | Kirsty Smith      |       | 86' |
| HV                      | 4  | Rachel Corsie (c) |       |     |
| HV                      | 5  | Jennifer Beattie  |       |     |
| HV                      | 3  | Nicola Docherty   |       |     |
| TV                      | 8  | Kim Little        |       |     |
| TV                      | 10 | Leanne Crichton   |       |     |
| TV                      | 9  | Caroline Weir     | 86'   |     |
| TĐ                      | 11 | Lisa Evans        |       | 86' |
| TĐ                      | 22 | Erin Cuthbert     | 85'   |     |
| TĐ                      | 18 | Claire Emslie     |       |     |
| Vào thay người:         |    |                   |       |     |
| HV                      | 15 | Sophie Howard     |       | 86' |
| TĐ                      | 20 | Fiona Brown       |       | 86' |
| Huấn luyện viên trưởng: |    |                   |       |     |
| Shelley Kerr            |    |                   |       |     |

| TM                      | 1  | Vanina Correa        |     |     |
| HV                      | 8  | Ruth Bravo           |     |     |
| HV                      | 2  | Agustina Barroso     |     |     |
| HV                      | 6  | Aldana Cometti       |     |     |
| HV                      | 3  | Eliana Stábile       |     |     |
| TV                      | 19 | Mariana Larroquette  | 75' |     |
| TV                      | 5  | Vanesa Santana       |     | 82' |
| TV                      | 16 | Lorena Benítez       |     |     |
| TV                      | 11 | Florencia Bonsegundo |     |     |
| TĐ                      | 10 | Estefanía Banini (c) |     | 60' |
| TĐ                      | 9  | Sole Jaimes          |     | 70' |
| Vào thay người:         |    |                      |     |     |
| TĐ                      | 22 | Milagros Menéndez    |     | 60' |
| TV                      | 20 | Dalila Ippólito      |     | 70' |
| TV                      | 14 | Miriam Mayorga       |     | 82' |
| Huấn luyện viên trưởng: |    |                      |     |     |
| Carlos Borrello         |    |                      |     |     |

| Cầu thủ xuất sắc nhất trận: Erin Cuthbert (Scotland) Trợ lý trọng tài: Hong Kum-nyo (Triều Tiên) Kim Kyoung-min (Hàn Quốc) Trọng tài bàn: Lidya Tafesse Abebe (Ethiopia) Trọng tài sau cầu môn: Bozono Makoto (Nhật Bản) Trợ lý trọng tài video: Bastian Dankert (Đức) Giám sát trợ lý trọng tài video: Drew Fischer (Canada) Katrin Rafalski (Đức) |